# Pterolophia latipennis
Pterolophia latipennis là một loài bọ cánh cứng trong họ Cerambycidae.